# قارلوق (أوزبكستان)
قارلوق هي مدينة ومقر مقاطعة آلتين ساي في ولاية صرخنداريا في أوزبكستان.